# Ramina Beradzé
Ramina Rami Beradzé (en géorgien : რამინა "რამი" ბერაძე ; née le 28 octobre 1955 à Ozourguéti) est une économiste et femme politique géorgienne qui sert au Parlement de Géorgie depuis 2020. Une ancienne officielle du parti communiste sous l'Union soviétique, elle dirige le gouvernement local soviétique dans la municipalité d'Ozourgueti en Géorgie occidentale dans les années 1980 jusqu'à la chute de l'URSS. Elle rejoint la bureaucratie géorgienne en 1995 et travaille comme conseillère au président Edouard Chevardnadzé avant de quitter le secteur public en 2007. Elle devient membre du Conseil municipal de Tbilissi en 2014 puis membre du Parlement de Géorgie avec le parti au pouvoir Rêve géorgien lors des élections législatives de 2020.

## Biographie

### Jeunesse et carrière
Rami Beradzé est née le 28 octobre 1955 à Ozourgueti, une ville de la Géorgie occidentale sous l'Union soviétique. Dans sa jeunesse, elle étudie les sciences politiques auprès de l'École supérieure du parti communiste de Bakou, l'économie à l'Institut géorgienne de recherche scientifique sur l'Asie et les cultures subtropicales puis l'organisation et l'économie agricole à l'Institut géorgienne d'Agriculture. Suivant ses études, elle devient directrice des ressources humaines du département d'exploitation minière d'Ozourgueti, puis directrice du pensionnat géorgien Mtis Broli en 1984.
En 1985, elle entre dans le gouvernement soviétique en devenant secrétaire du Comité régional du Parti communiste d'Ozourgueti, devenant l'une des plus influentes dirigeantes du régime soviétique dans la région de Gourie lors des dernières années de l'URSS. À la suite de la chute du régime soviétique, elle reste au sein du gouvernement local et en 1992, lors de l'arrivée au pouvoir d'Edouard Chevardnadzé, elle devient première vice-maire d'Ozourgueti jusqu'en 1995. Un an plus tard, Beradzé est nommée directrice du département du Caucase pacifique et des relations avec la CEI au sein de l'administration présidentielle. C'est durant son service que la politique de Tbilissi envers l'introduction d'oléoducs avec l'Azerbaïdjan se développe, ainsi que l'établissement de proches relations avec les pays d'Europe orientale et d'Asie centrale. Elle maintient cette position après la révolution des roses, mais quitte l'administration présidentielle de Mikheïl Saakachvili en 2005 pour devenir secrétaire-générale du contrôle fiscal de Tbilissi sous le ministère des Finances. Elle quitte le service public en 2007.

### Sous le RG
En 2012, avec l'arrivée au pouvoir d'un nouveau gouvernement mené par le Rêve géorgien (RG), Beradzé rejoint le RG et sert comme directrice du bureau du parti dans le district de Tchoughoureti dans la capitale Tbilissi. C'est avec le RG qu'elle est élue en 2014 comme membre du Conseil municipal de Tbilissi pour représenter Tchoughoureti, puis est réélue lors des élections municipales de 2017. Au sein du Conseil municipal, elle préside la faction du RG en 2014-2016, puis la Commission d'audit en 2017-2020. Durant son mandat au sein du gouvernement local, elle cause une controverse quand elle s'oppose à l'augmentation du support alimentaire minimal quotidien de 1.18 GEL tout en recevant elle-même huit bonus en 2016.
Rami Beradzé est incluse dans la liste électorale du RG lors des élections législatives de 2020 et est élue députée. Depuis, elle rejoint les Comités de la Santé et Affaires sociales et de la Diaspora et Affaires caucasiennes, devient membre du Conseil parlementaire pour l'égalité des sexes et des groupes parlementaires d'amitié avec l'Azerbaïdjan, l'Allemagne, le Canada, l'Égypte, la Pologne, la Turquie, la Grèce, l'Inde, la Slovaquie, la Chine et l'Ukraine. Au Parlement, elle soutient la création d'une fondation pour construire des appartements aux sans-abris. Durant la crise politique qui culmine avec la démission du premier ministre Guiorgui Gakharia, elle soutient ouvertement son successeur Irakli Garibachvili. Durant la pandémie de Covid-19, elle a co-sponsorisé un projet de loi pour augmenter les amendes liées aux violations du port du masque dans les lieux publics en février 2021 et est l'une des auteurs de la loi retirant les compagnies pharmaceutiques de toute responsabilité légale dans la qualité de leurs vaccins contre le SARS-CoV-2.
En 2021, Beradzé cause une controverse en proposant la création d'un conseil pour les minorités ethniques de Géorgie au sein du Comité de la Diaspora et des Affaires caucasiennes. Plusieurs manifestants soutenant les droits des minorités protestent la logique d'intégrer un tel conseil au sein de l'organe législatif impliqué principalement dans les questions de la diaspora géorgienne.